# Cường độ âm thanh
Cường độ âm thanh là lượng năng lượng được sóng âm truyền đi trong một đơn vị thời gian qua một đơn vị diện tích đặt vuông góc với phương truyền âm. Đơn vị cường độ âm là oát trên mét vuông (ký hiệu: W/m²).

## Mức cường độ âm

### Định nghĩa
Đối với tai con người, giá trị tuyệt đối của cường độ âm I không quan trọng bằng giá trị tỉ đối của I so với một giá trị I0 nào đó chọn làm chuẩn. Người ta định nghĩa mức cường độ âm L là lôga rít 
thập phân của tỉ số I/I0
L(B) = lg(I/I0)

### Đơn vị mức cường độ âm
Đơn vị mức cường độ âm là Ben (ký hiệu: B). Như vậy mức cường độ âm bằng 1,2,3,4 B... điều đó có nghĩa là cường độ âm I lớn gấp 10, 10^2, 10^3, 10^4... cường độ âm chuẩn I0.
Trong thực tế người ta thường dùng đơn vị đêxiben (ký hiệu: dB), bằng 1/10 ben. Số đo L bằng đêxiben lớn gấp 10 số đo bằng ben
L(dB)= 10lg(I/I0)
Khi L= 1 dB, thì I lớn gấp 1.26 lần I0. Đó là mức cường độ âm nhỏ nhất mà tai ta có thể phân biệt được.
Cường độ âm chuẩn I0= 10^-12 W/m^2.